# St. Margareta (Hundheim)

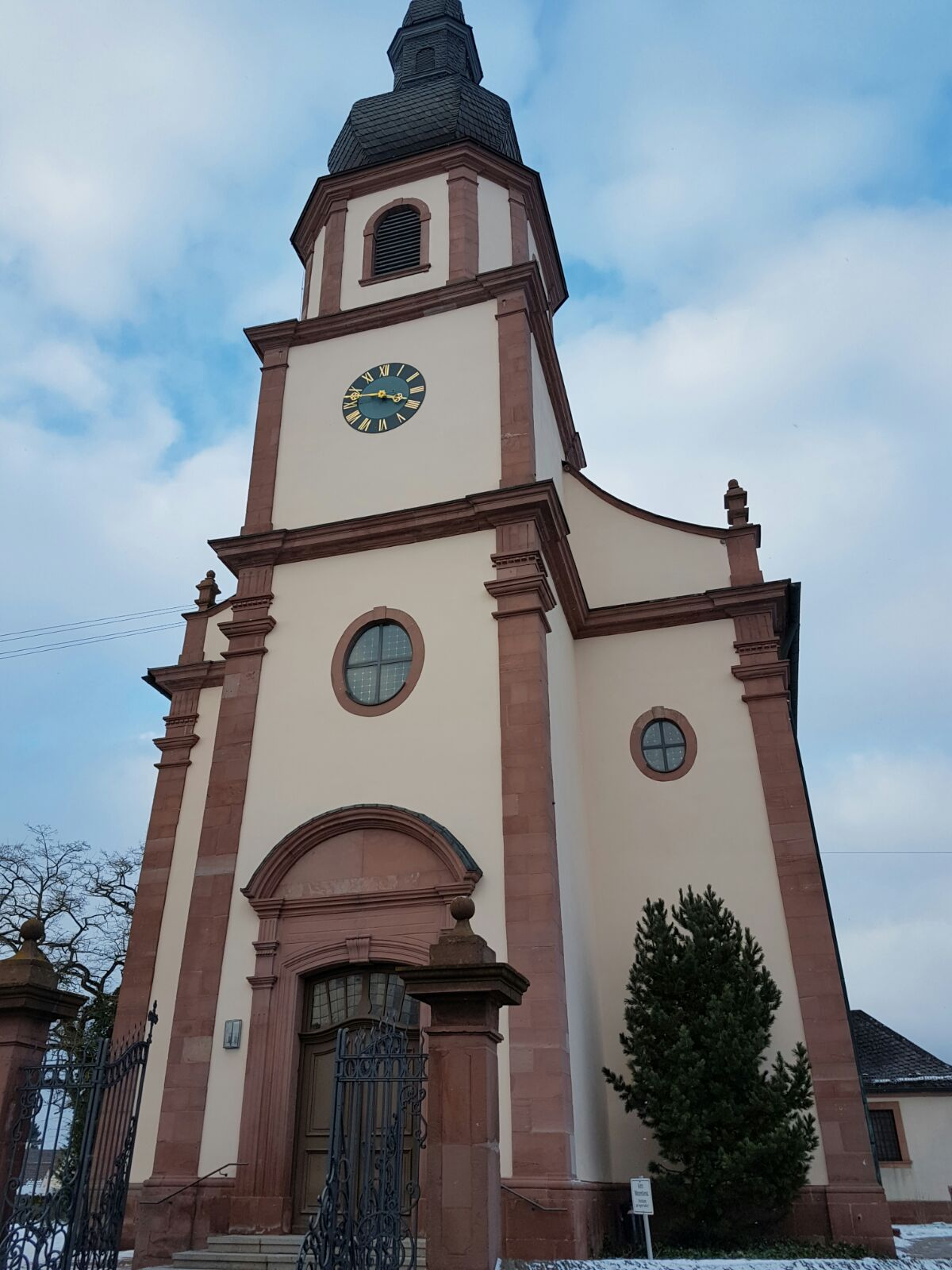
St. Margareta in Hundheim

Die römisch-katholische Pfarrkirche St. Margareta ist ein geschütztes Kulturdenkmal nach dem Denkmalschutzgesetz. Sie steht in Hundheim, einem Stadtteil von Külsheim im Main-Tauber-Kreis in Baden-Württemberg. Die Kirchengemeinde gehört zum Dekanat Tauberbischofsheim im Erzbistum Freiburg.

## Beschreibung
Die 1787/88 gebaute klassizistische Saalkirche besteht aus einem Langhaus, einem eingezogenen, dreiseitig geschlossenen Chor im Norden und einem Kirchturm vor der Fassade im Süden, die beide Pilaster an den Ecken aufweisen. Der Kirchturm auf quadratischem Grundriss beherbergt im oberen Teil die Turmuhr. Darauf sitzt ein Geschoss mit abgeschrägten Ecken, in dem der Glockenstuhl für vier Kirchenglocken untergebracht ist. Bedeckt ist der Kirchturm mit einer Zwiebelhaube, die von einer Laterne bekrönt wird.
Zur Kirchenausstattung aus der Bauzeit gehört ein Hochaltar, der von halbkreisförmig angeordneten Säulen flankiert wird. Zwischen den Säulen stehen die Statuen des Josef von Nazaret und des Johannes Nepomuk. Die Kirche erhielt eine gebrauchte Orgel aus dem Mutterhaus der Schwestern von der Göttlichen Vorsehung in Münster.